# Isaac Bonewits

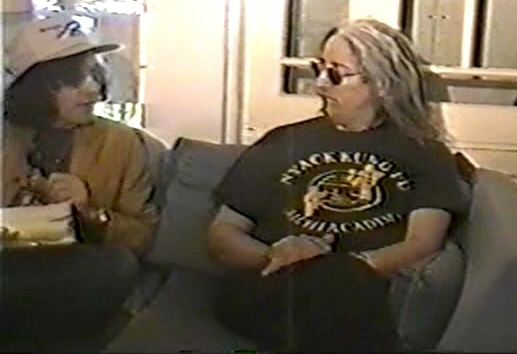
Isaac Bonewits (derecha) entrevistado en Mondo Pagan Junio 1999 por Rock Savage en Camp Ramblewood.

Phillip Emmons Isaac Bonewits (1 de octubre de 1949 - 12 de agosto de 2010), fue uno de los grandes líderes y autores influyentes del Neopaganismo . Entre muchas de sus facetas podemos resaltar la de liturgilístico, predicador, periodista, sacerdote neodruida, cantante y productor de artistas independientes. Nacido en Royal Oak, Míchigan, Bonewits se entregó al ocultismo desde principios de 1960.

## Contribuciones al neopaganismo
Isaac Bonewits ha sido el que ha acuñado la gran mayoría de la terminología moderna usada para definir y expresar muchos de los temas conceptuales y cuestiones importantes que afectan a la comunidad Neopagana Norteamericana.
- Ha sido pionero en uso moderno de los términos "PaleoPaganismo","MesoPaganismo", y numerosos retrónimos.
- Cabe la posibilidad de que también sea el causante de acuñar el término "Reconstruccionismo Pagano", aunque las comunidades en cuestión divergirían más tarde de su sentido inicial.
- Funda "Ar nDraiocht Fein", la cual se constituye como organización benéfica en 1990 en el estado de Delaware.
- Desarrolla el proceso "the Advanced Bonewits Cult Danger Evaluation Frame or ABCDEF"
- Acuña la frase "Never Again the Burning." ("Nunca más la Quema" , refiriéndose a la época de la Inquisición).
- Critica la tesis "the Burning Times/Old Religion Murray thesis" (incluida en el texto " Bonewits's Essential Guide to Witchcraft and Wicca").

## Discografía

### Música
- Be Pagan Once Again! - Isaac Bonewits & Friends (including Ian Corrigan, Victoria Ganger, and Todd Alan) (CD) (ACE/ADF)
- Avalon is Rising! - Real Magic (CD)(ACE/ADF)

### Audiolibros
- The Structure of Craft Ritual (ACE)
- A Magician Prepares (ACE)
- Programming Magical Ritual: Top-Down Liturgical Design (ACE)
- Druidism: Ancient & Modern (ACE)
- How Does Magic Work? (ACE)
- Rituals That Work (ACE)
- Sexual Magic & Magical Sex (con Deborah Lipp) (ACE)
- Making Fun of Religion (con Deborah Lipp) (ACE)

### Charlas y coloquios
- The Magickal Movement: Present & Future (con Margot Adler, Selena Fox, and Robert Anton Wilson) (ACE)
- Magick Changing the World, the World Changing Magick (with AmyLee, Selena Fox, Jeff Rosenbaum and Robert Anton Wilson) (ACE)